# Zhuantang, Chongqing
Zhuantang (kinesiska: 篆塘) är en köping i sydvästra Kina. Den ligger i stadsdistriktet Qijiang i storstadsområdet Chongqing, omkring 74 kilometer söder om det centrala stadsdistriktet Yuzhong. Antalet invånare är 21048. Befolkningen består av 10 537 kvinnor och 10 511 män. Barn under 15 år utgör 17,0 procent, vuxna 15–64 år 66 procent och äldre över 65 år 16,0 procent.